# هونهارت
هونهارت (به آلمانی: Höhnhart) یک منطقهٔ مسکونی در اتریش است که در برونو آم این واقع شده‌است. هونهارت ۲۱٫۹۶ کیلومتر مربع مساحت دارد ۴۸۰ متر بالاتر از سطح دریا واقع شده‌است.